# St. Martin (Stedten)

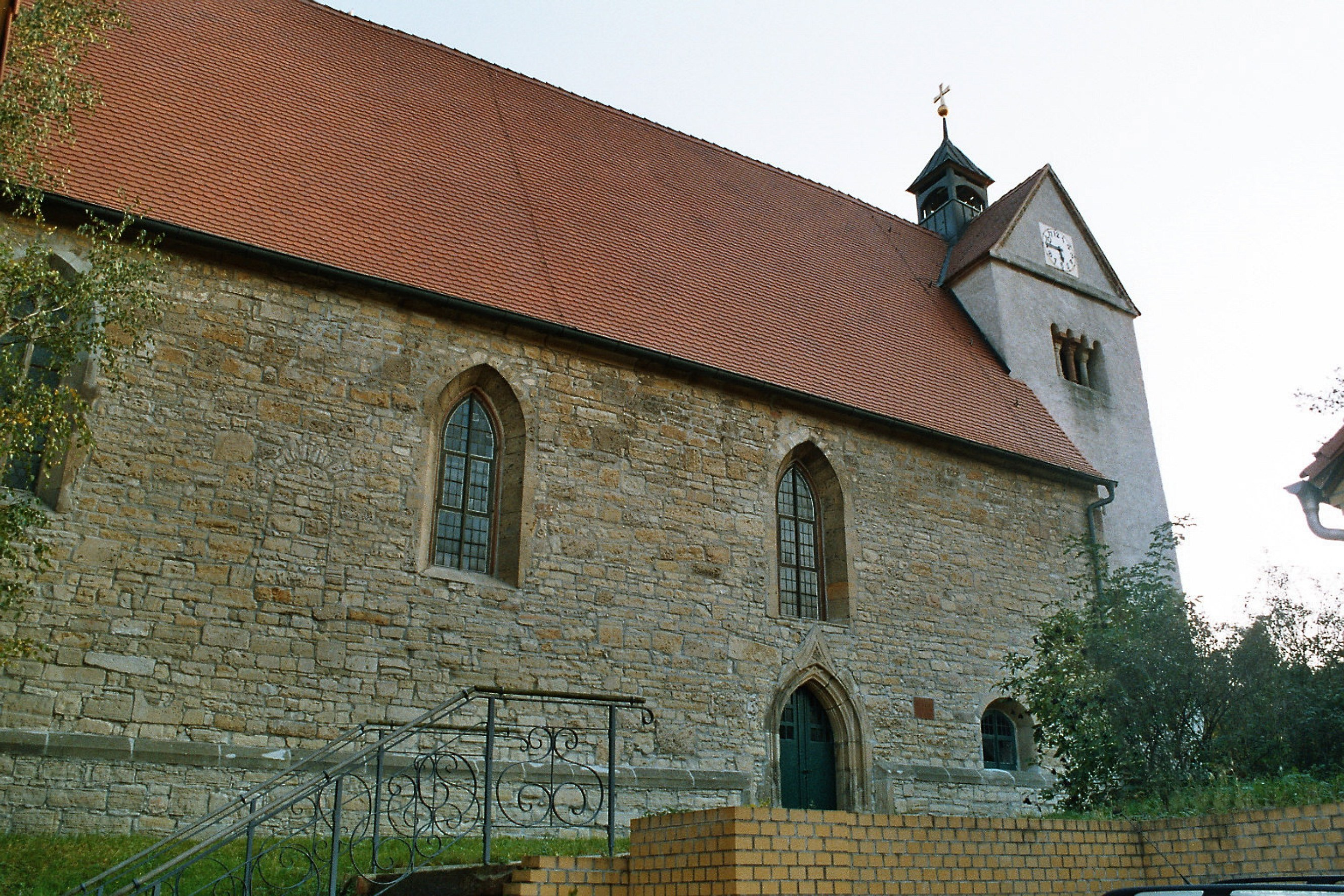
St. Martin (Stedten)

Die evangelische Kirche St. Martin ist eine im Kern romanische, spätgotisch erneuerte Saalkirche im Ortsteil Stedten der Gemeinde Seegebiet Mansfelder Land im Landkreis Mansfeld-Südharz in Sachsen-Anhalt. Sie gehört zum Pfarrbereich Eisleben II – Seegebiet Mansfelder Land im Kirchenkreis Eisleben-Sömmerda der Evangelischen Kirche in Mitteldeutschland (EKMD).

## Geschichte und Architektur
Von einem Bauwerk des 12. Jahrhunderts ist der Westquerturm erhalten; das anschließende weiträumige Schiff mit dreiseitigem Ostschluss wurde nach Datierung 1517 erbaut. Ein spitzbogiges Nordportal mit Stabwerksrahmen erschließt das Bauwerk, zweiteilige Maßwerkfenster mit Schneußmaßwerk erhellen das Innere. Im Nordportal des Westturms ist ein romanisches Tympanon mit griechischem Kreuz bewahrt. Die mehrfach gekuppelten Schallöffnungen haben Zwischensäulchen teils mit Würfelkapitellen. Eine umfassende Instandsetzung des Inneren wurde in den Jahren 1951–1954 vorgenommen.
Das Turmerdgeschoss war ursprünglich mit zwei Rundbogenarkaden zum Schiff hin geöffnet; die romanischen Kämpfer sind teilweise erhalten. Im Schiff ist eine Balkendecke eingezogen, ein spitzbogiger Triumphbogen gliedert den Raum. Im Altarraum und im Schiff sind Emporen eingebaut, die letztere ist auf der Nordseite zweigeschossig ausgebildet. Im Chor ist das Pfarrgestühl bis in den Altarraum hinein verlängert.

## Ausstattung
Das Hauptstück der Ausstattung ist ein spätgotischer Schnitzaltar aus der Zeit um 1460; er zeigt im Mittelschrein unter einem Baldachin die Segnung der gekrönten Maria, die von vier Heiligen vor einem Goldgrund flankiert wird. Links sind ein heiliger Bischof und Paulus, rechts Matthäus und Georg dargestellt, auf den Flügeln sind je drei Heilige gemalt: links Katharina, Kunigunde und Margareta, rechts Laurentius, ein heiliger Bischof und Bartholomäus. Über dem Schnitzaltar ist ein hölzerner barocker Kruzifixus angebracht. Die runde Taufe gehört noch der Romanik an. Die übrige Ausstattung datiert aus dem Jahr 1603; die hölzerne Kanzel zeigt am polygonalen Korb Ecksäulchen und Beschlagwerk, in den Füllungen sind Christus und die vier Evangelisten dargestellt; der Schalldeckel ist mit musizierenden Engeln an den Ecken und mit einer Christusfigur als Bekrönung ausgestaltet.
Die wertvolle Orgel mit reichgestaltetem barockem Prospekt mit Wappen und Inschriftkartusche ist ein Werk von Johann Christoph Jahn aus dem Jahr 1645 mit heute zwölf Registern auf einem Manual und Pedal.
In der Südwand des Schiffes ist ein Glasfenster mit Darstellung der Evangelisten aus dem Jahr 1519 eingelassen. Westlich daneben über der Empore stellt ein Wandgemälde aus dem 15. Jahrhundert den Heiligen Georg dar. An der Südwand des Chores ist ein hölzernes Epitaph mit vierzonigem Aufbau von Reliefs angebracht; im Unterteil eine Inschrifttafel, darüber eine Kreuzigung mit Stiftern, in der Hauptzone zwischen zwei Säulen die Auferstehung Christi, beidseitig davon die Ahnenprobe, im Auszug die Himmelfahrt Christi, mit Beschlagwerkdekor. Im Turm sind noch zwei spätgotische Schnitzfiguren erhalten.